# Нагао (княжество)
Княжество Нагао (яп. 長尾藩 Нагао-хан) — феодальное княжество (хан) в Японии позднего периода Эдо (1868—1871). Нагао хан располагался в провинции Ава (современная префектура Тиба) на острове Хонсю.

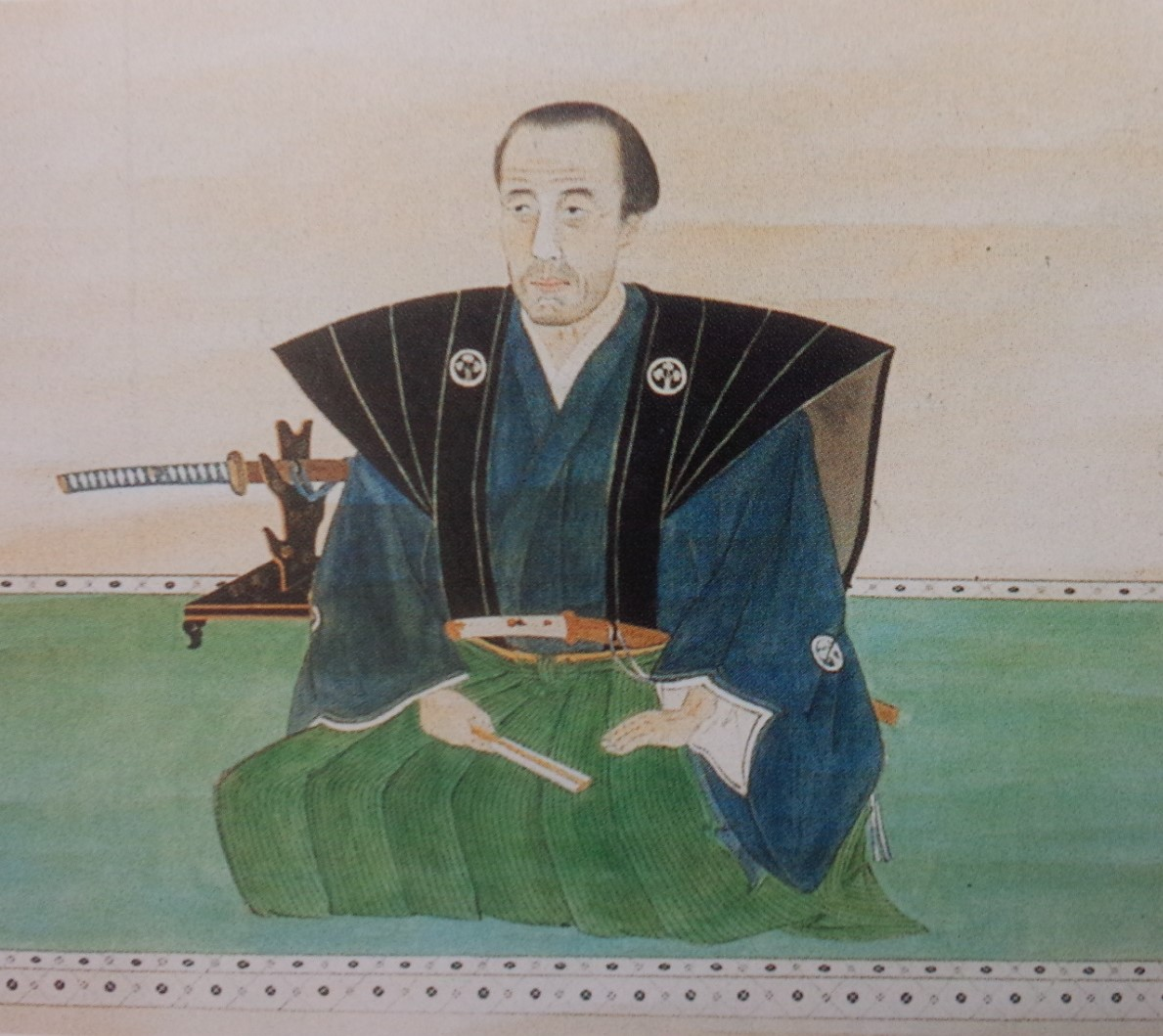
Хонда Масамори (1827—1885), первый даймё Нагао-хана (1868—1870)

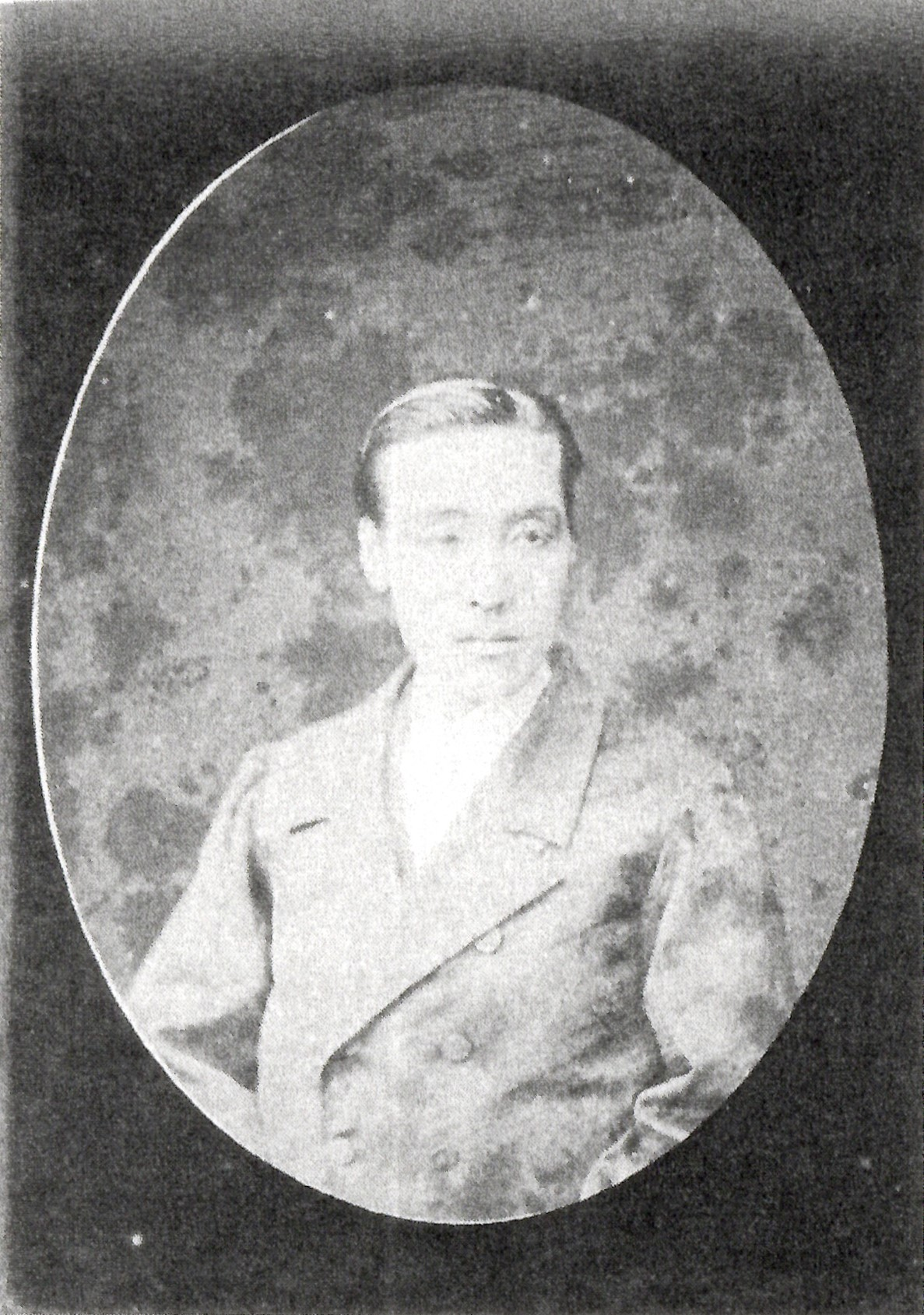
Хонда Масанори (1849—1937), второй и последний даймё Нагао-хана (1870—1871)

Административный центр хана: Нагао jin’ya в провинции Ава (современный город Минамибосо в префектуре Тиба).

## История
В 1867 году во время Реставрации Мэйдзи последний сёгун Токугава Ёсинобу (1866—1867) отказался от верховной власти в стране в пользу нового японского императора Мэйдзи. Кроме того, Токугава Ёсинобу вынужден был также отказаться от руководства кланом Токугава в пользу своего приёмного сына Токугава Иэсато (1863—1940). В 1868 году Токугава Иэсато был понижен до статуса обычного даймё и получил во владение вновь созданный Сидзуока-хан, в который были включены княжества Сумпу, Танака и Одзима, а также дополнительные земли в провинциях Тотоми и Муцу (700 000 коку). Новый домен располагался в современных провинциях Сидзуока и Айти.
В процессе создания Сидзуока-хана все даймё, правившие в провинциях Суруга и Тотоми, были выселены из своих владений. Среди них оказался и Хонда Масамори (1827—1885), последний (7-й) даймё Танака-хана (1860—1868). Хонда Масамори доказал свою лояльность к новому правительству Мэйдзи и участвовал на его стороне в Войне Босин против сторонников сёгуната Токугава. Несмотря на статус фудай-даймё, ему было позволено сохранить своё доход в размере 40 000 коку, но он был переведен во вновь созданный домен Нагао в провинции Ава.
В 1869 году Хонда Масамори получил от императора статус губернатора своего княжества, а в декабре 1870 года отрекся от власти в княжестве в пользу своего приёмного сына, Хонды Масанори (1849—1937).
В марте 1871 года после административно-политической реформы Нагао-хан был ликвидирован. Первоначально на территории бывшего княжества была создана префектура Нагао, которая в ноябре того же года стала частью соседней префектуры Кисарадзу, а позднее была включена в состав современной префектуры Тиба.

## Список даймё
- Род Хонда (фудай-даймё) 1868—1871

| # | Имя и годы жизни                          | Годы правления | Титул       | Ранг                    | Кокудара    | Примечания                                                                |
| - | ----------------------------------------- | -------------- | ----------- | ----------------------- | ----------- | ------------------------------------------------------------------------- |
| 1 | Хонда Масамори (1827-1885) (яп. 本多正訥) | 1868-1870      | Кии-но-ками | Пятый нижний (従五位下) | 40,000 коку | Младший сын Хонды Масаоки (1784—1829), 5-го даймё Танака-хана (1800—1829) |
| 2 | Хонда Масанори (1849-1937) (яп. 本多正憲) | 1870-1871      | Виконт      | Пятый нижний (従五位下) | 40,000 коку | Приёмный сын предыдущего                                                  |